# Siemion Tichonczuk
Szymon Awramowicz Tichonczuk, ros. Семен Аврамович Тихончук (ur. 9 grudnia?/22 grudnia 1903 w Aleksiejewce pow. Bragin na Polesiu, zm. 25 sierpnia 1967) – Białorusin, generał major wojsk pancernych Armii Czerwonej, generał brygady Ludowego Wojska Polskiego.

## Życiorys
W styczniu 1918 wstąpił ochotniczo do oddziału Czerwonych Partyzantów, w którym od lutego był zwiadowcą, a od marca członkiem zwiadu konnego 421 Pułku Strzeleckiego Armii Czerwonej. w 1919 ukończył kurs Czerwonych Dowódców, a w listopadzie 1919 został dowódcą oddziału zwiadu konnego 151 Pułku Strzeleckiego. Uczestnik walk z „białymi” wojskami. Od wiosny 1921 dowódca kompanii piechoty 67 Pułku Strzeleckiego. Kilkakrotnie był dowódcą „oddziału do zwalczania zbrojnych band”. W latach 1930–1932 odbywał służbę w Szkole Budowy Lotnisk, a w latach 1933–1937 – w Akademii Broni Pancernej w Moskwie; następnie został szefem sztabu batalionu czołgów. Od maja 1938 dowódca batalionu czołgów, od listopada 1939 szef sztabu 51 Samodzielnej Brygady Czołgów, od czerwca 1940 zastępca dowódcy 17 Samodzielnego Pułku Czołgów. Od 16 sierpnia do 1 października 1942 roku dowodził 134 Brygadą Pancerną. 2 sierpnia 1944 roku awansował na generała majora wojsk pancernych. W okresie od 29 marca 1950 do 23 grudnia 1954 pełnił służbę w Wojsku Polskim na stanowiskach: dowódcy 1 Korpusu Pancernego w Gdańsku-Wrzeszczu (od 1951 roku – 1 Korpus Zmechanizowany) i dowódcy 2 Korpusu Zmechanizowanego we Wrocławiu (od grudnia 1952 roku).

## Ordery i odznaczenia
Został odznaczony Krzyżem Oficerskim Orderu Odrodzenia Polski, Orderem Lenina, czterema Orderami Czerwonego Sztandaru, Orderem Suworowa II stopnia, Orderem Bohdana Chmielnickiego II stopnia, Medalem „Za obronę Moskwy”, Medalem „Za obronę Stalingradu”, Medalem „Za obronę Kaukazu”, Medalem „Za zwycięstwo nad Niemcami w Wielkiej Wojnie Ojczyźnianej 1941–1945”, Medalem za Wyzwolenie Warszawy, Medalem „Za zdobycie Berlina”, Medalem 20-lecia i 30-lecia Armii Czerwonej i wieloma innymi.